# Parasphaerocera zicsii
Parasphaerocera zicsii är en tvåvingeart som beskrevs av Papp 1978. Parasphaerocera zicsii ingår i släktet Parasphaerocera och familjen hoppflugor.
Artens utbredningsområde är Bolivia. Inga underarter finns listade i Catalogue of Life.